# Holstebro
Die Stadt Holstebro anhörenⓘ [hɔlsdəˈbʀoːʔ] ist Verwaltungssitz der Kommune Holstebro in der dänischen Region Midtjylland. Sie liegt am Flüsschen Storå.
Die Stadt war historisch Zentrum des Viehhandels.
In Holstebro wurde am 10. August 1975 die höchste Tageshöchsttemperatur in Dänemark seit Beginn der Wetteraufzeichnungen 1874 gemessen: 36,4 °C.

## Einwohnerentwicklung
| Jahr      | 1980   | 1985   | 1990   | 1995   | 2000   | 2005   |
| Einwohner | 36.777 | 37.606 | 38.529 | 39.179 | 40.448 | 41.210 |

## Kultur
Seit 1966 ist die Stadt der Sitz des Odin Teatret, das sowohl auf seinem Gehöft etwas außerhalb des Orts sowie in Holstebro selbst und der Umgebung kulturelle Aktivitäten verschiedener Art anbietet und veranstaltet. Daneben beherbergt die Stadt das Holstebro Musiktheater und das Holstebro Museum und Kunstmuseum.

## Sport
In Holstebro ist der Handballverein TTH (Team Tvis Holstebro) ansässig, dessen Herren- und Damenmannschaft in der höchsten dänischen Liga spielen. Die Spiele werden in der Gråkjær-Arena (3250 Plätze) ausgetragen.
Vom TTH ausgerichtet findet jedes Jahr der Holstebro-Cup in Holstebro statt, der mit ca. 300 Mannschaften und 4000 Teilnehmern das größte Handballturnier Dänemarks darstellt.
Der Fußballverein Holstebro Boldklub spielt aktuell in der 4. dänischen Liga, der Danmarksserien. Die Heimspiele werden im Holstebro Idrætspark ausgetragen, einem 15.000 Zuschauer fassenden Stadion. Dieses Stadion ist gleichzeitig Trainings- und Wettkampfstätte des ortsansässigen Leichtathletikvereins AK-Holstebro.
Ein weiterer Fußballverein ist der Fünftligist Måbjerg IF aus dem Vorort Måbjerg.
Im Hallenbad Holstebro Badeland gibt es ein wettkampftaugliches Schwimmbecken mit 50-m-Bahn, das von Schwimmverein Holstebro Svømmeclub genutzt wird.

## Sehenswürdigkeiten
- Die Stadt zeichnet sich besonders durch eine umfangreiche Sammlung moderner Plastiken und Skulpturen im Straßenbild aus; nicht zuletzt den Zauberfelsen auf dem Færchtorvet mitten in der Stadt, bei dem das Begehen nicht nur möglich, sondern sogar ausdrücklich erwünscht ist.

- Die Holstebro Kirke stammt aus dem Jahr 1907. Sie wurde anstelle der mittelalterlichen Kirche errichtet, die 1906 abgerissen worden war. Viele Einrichtungsgegenstände aus der alten Kirche wurden in der neuen Kirche wieder verwendet.

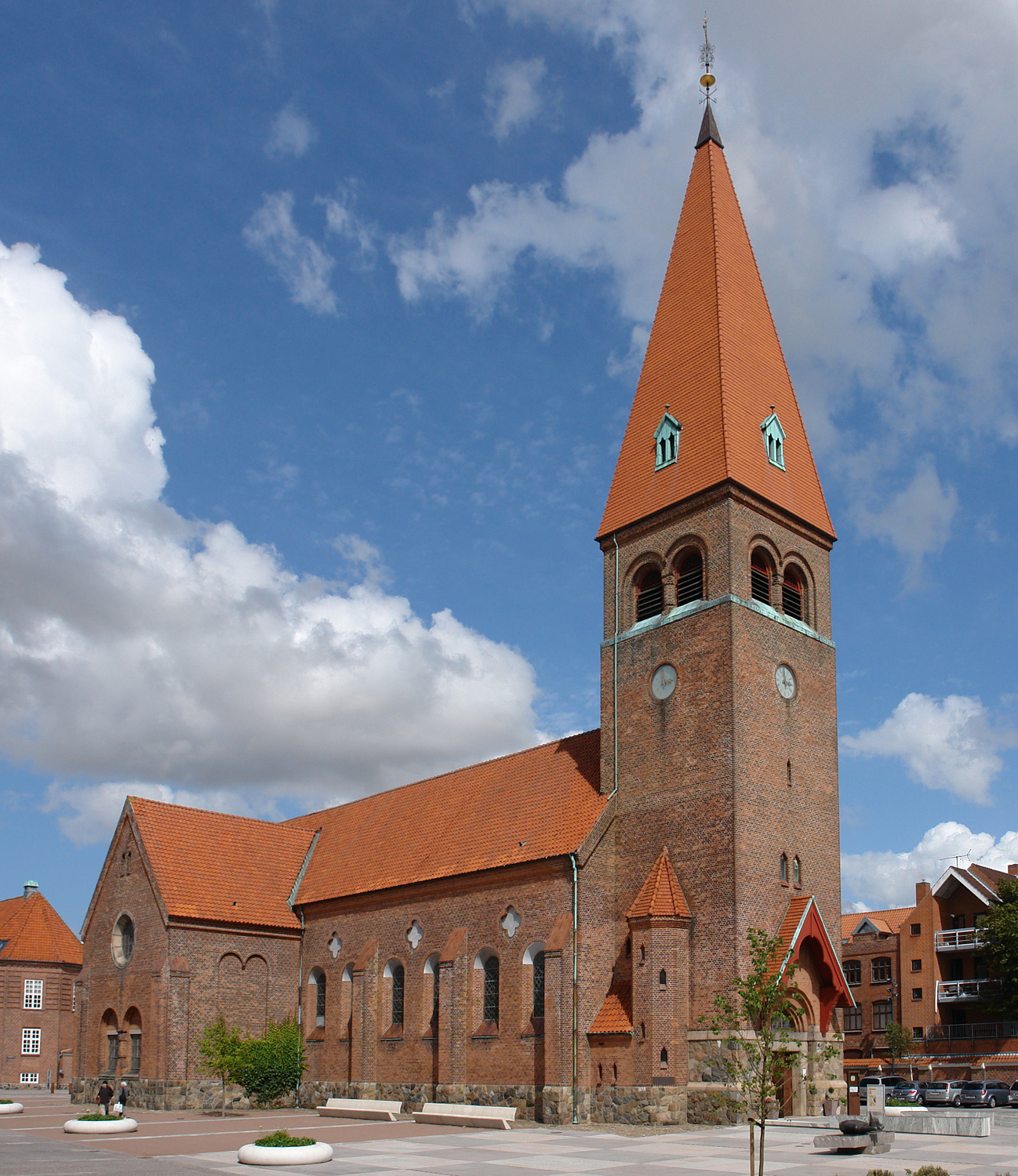
Holstebro Kirke
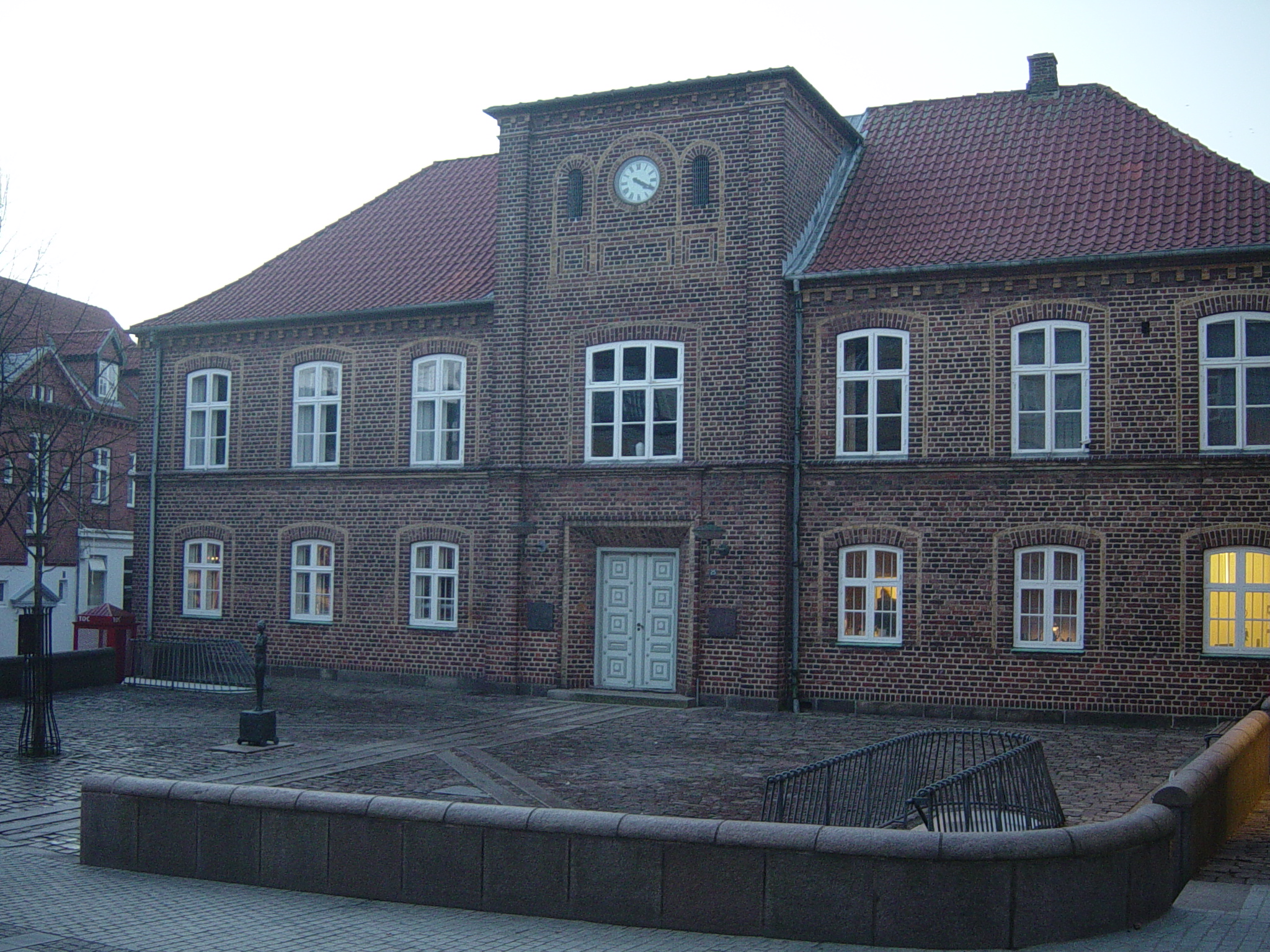
Historisches Rathaus
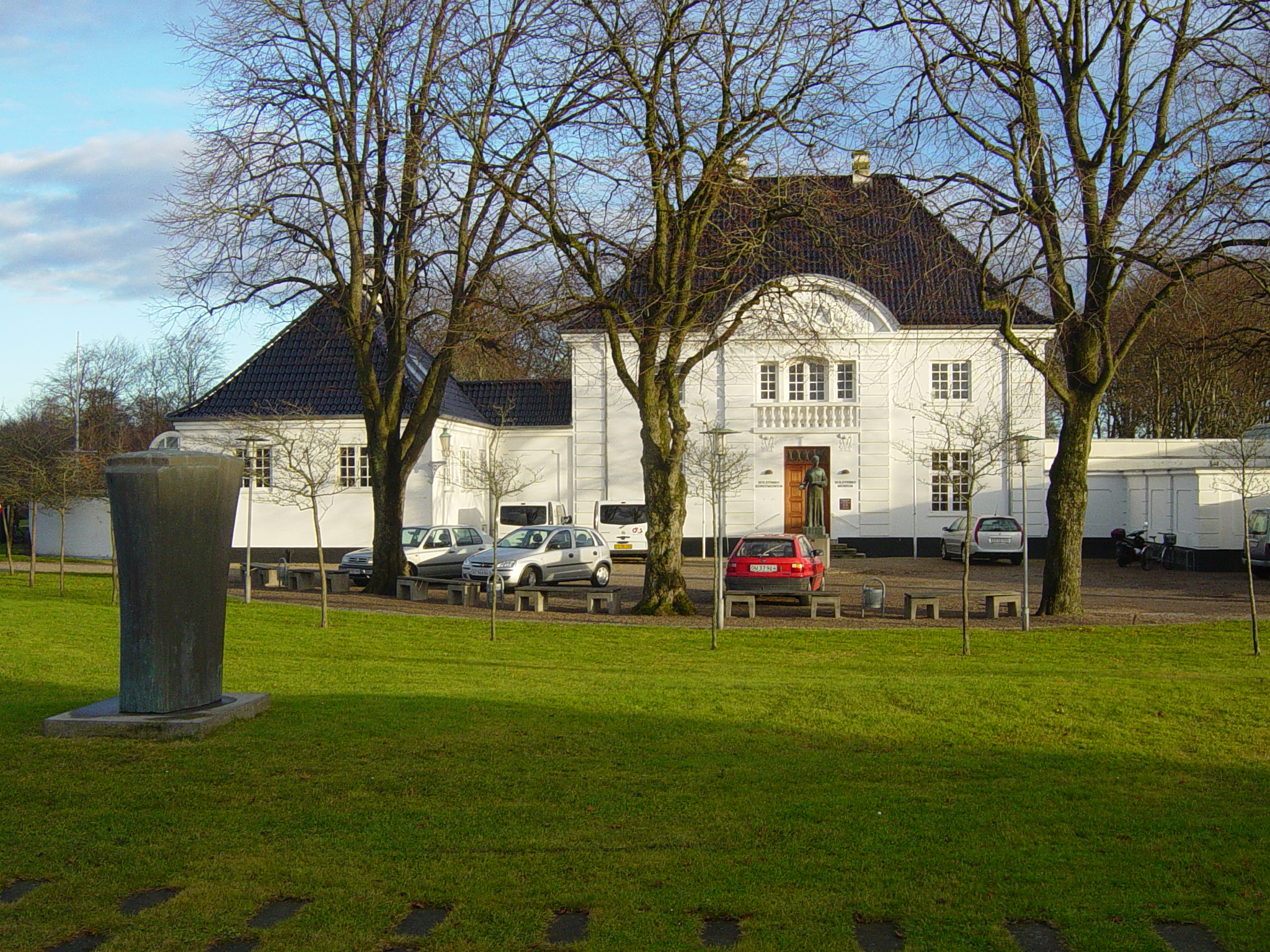
Holstebro Museum und Kunstmuseum
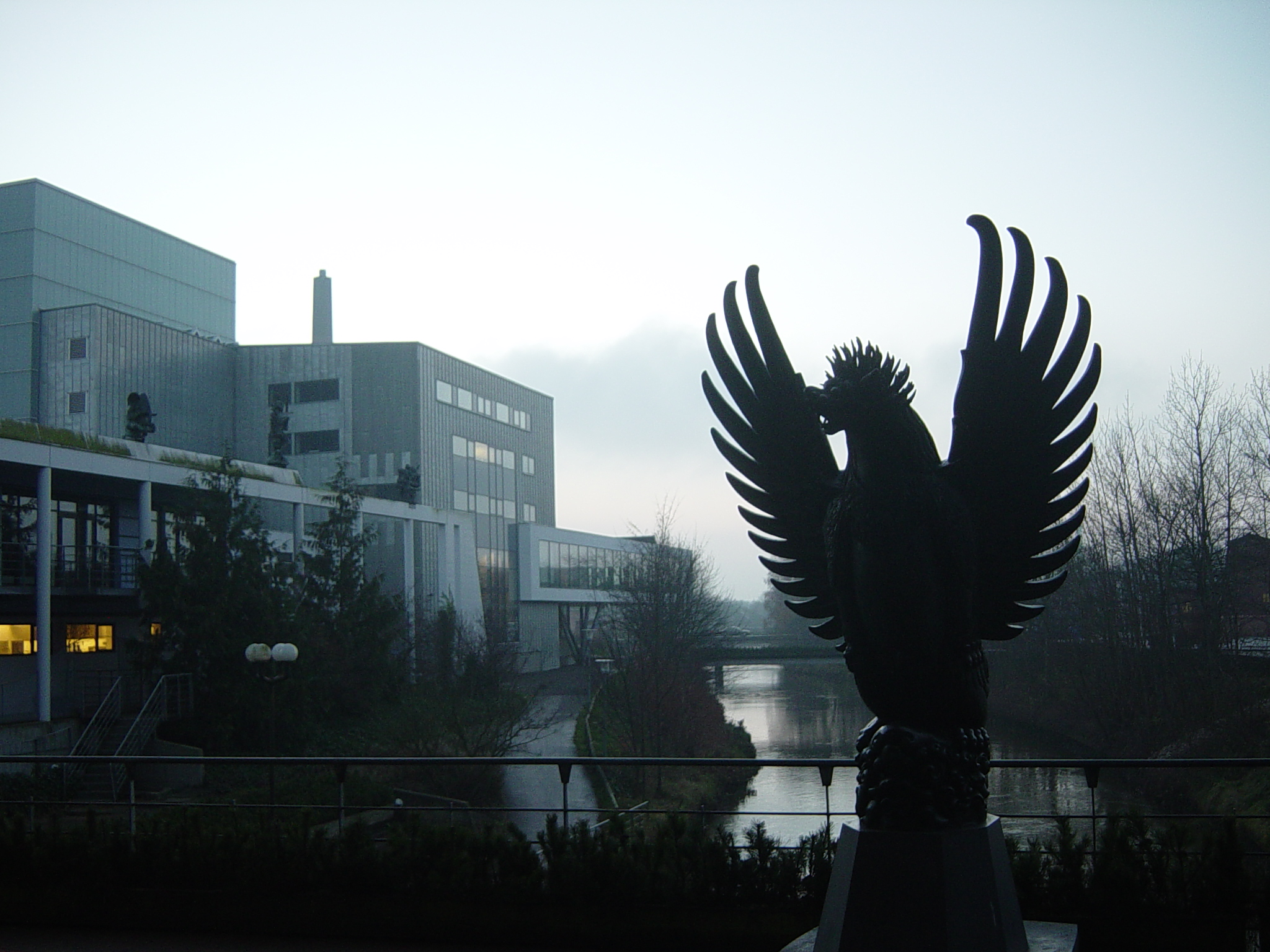
Holstebro Musikteater, Blick auf den Fluss Storåen

## Partnerstädte
Holstebro ist Mitglied von Douzelage seit der Gründung 1991. In dieser Städtepartnerschaft ist je eine Stadt aus einem Staat der Europäischen Union vertreten.

## Söhne und Töchter der Stadt
- Mathias Saxtorph (1740–1800), Geburtshelfer und Hochschullehrer
- Christian Møller Pedersen (1889–1953), Turner
- Charles Lauritsen (1892–1968), US-amerikanischer Physiker
- Jens Nielsen (1891–1978), Kunstmaler
- Karl Adolf Koefoed Larsen (1896–1963), Schachkomponist
- Jens Jørgen Thorsen (1932–2000), Filmregisseur und Drehbuchautor
- Cathrine Fabricius-Hansen (* 1942), Sprachwissenschaftlerin
- Kirsten Hansen-Møller (1942–2023), Schauspielerin
- Else Marie Friis (* 1947), Botanikerin und Paläontologin
- Søren Gade (* 1963), Politiker
- Lars Sørensen (* 1968), Schwimmer
- Anders Mogensen (1969), Jazzmusiker
- Thomas Søndergård (* 1969), Dirigent
- Jens Rohde (* 1970), Politiker
- Flemming Stie (* 1971), Basketballspieler
- Lene Madsen (* 1973), Fußballspielerin
- Peter Heine Nielsen (* 1973), Schachspieler
- Kristian Erik Kiehling (* 1976), Schauspieler
- Iben Dorner (* 1978), Theater- und Filmschauspielerin
- Søren Flæng (* 1985), Basketballspieler
- Christian Lind Thomsen (* 1985), Badmintonspieler
- Søren Bjerg (* 1996), E-Sportler
- Simon Gade (* 1997), Handballspieler
- Pernille Mathiesen (* 1997), Radrennfahrerin
- Helena Rosendahl Bach (* 2000), Schwimmerin
- Simon Dalby (* 2003), Radrennfahrer